# Wahlvorstand

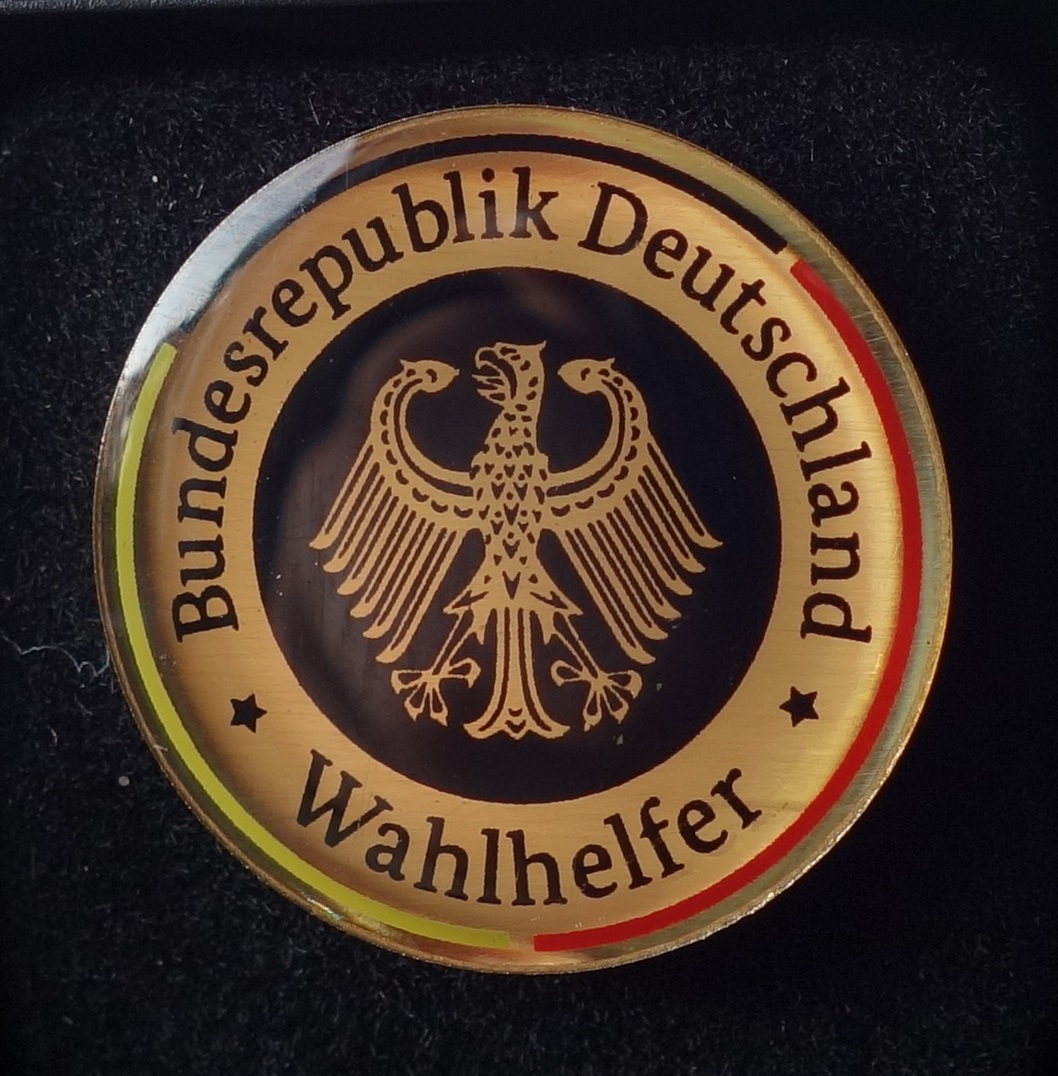
Von 2017 bis 2021 verliehene Ehrennadel für langjährige Wahlhelfer bei bundesweiten Wahlen

Der Wahlvorstand ist ein Gremium zur Durchführung von Wahlen in der Politik und bei Betriebs- und Personalratswahlen.

## Zusammensetzung eines Wahlvorstandes
Der Wahlvorstand setzt sich aus folgenden Wahlhelfern zusammen:
- 1 Wahlvorsteher (der den Vorsitz hat)
- 1 stellvertretender Wahlvorsteher
- 1 Schriftführer (der die Wählerliste führt und den Wahlvorgang sowie die Auszählung protokolliert)
- 1 stellvertretender Schriftführer
- 1–5 Beisitzer

Seit der Bundestagswahl 2017 erhalten die Wahlhelfer bei bundesweiten Wahlen eine Urkunde für Wahlhelfer; wer regelmäßig bei bundesweiten Wahlen mithilft, erhält außerdem eine Ehrennadel für Wahlhelfer. 2024 wurden diese Ehrungen eingestellt.
Abweichend davon regelt in Betrieben das Betriebsverfassungsgesetz die Zusammensetzung des Wahlvorstandes, der nur aus drei Personen (ein Wahlvorstandsvorsitzender und zwei Wahlvorstände) besteht.
Der Wahlvorsteher ist nicht mit einem Wahlleiter zu verwechseln, dessen Behörde – im Fall des Landeswahl- oder Bundeswahlleiters – in der Regel das zuständige Amt für Statistik, die Wahl als Ganzes organisiert. Der Wahlvorsteher leitet die gesamte Tätigkeit des Wahlvorstandes; in seiner Abwesenheit übernimmt dies der Stellvertreter des Wahlvorstehers. Bei Beschlüssen des Wahlvorstandes entscheidet die Mehrheit aller anwesenden Mitglieder. Bei Stimmgleichheit entscheidet die Stimme des Wahlvorstehers. Weder der Wahlvorsteher, noch ein anderes Mitglied des Wahlvorstandes ist an die Weisungen des Wahlleiters des nächsthöheren Organes gebunden. Der Wahlleiter zusammen mit dem entsprechenden Ausschuss können allerdings bestimmte Entscheidungen des Wahlvorstandes für ungültig oder bis zur Entscheidung eines Beschwerdeausschusses zeitweise für ungültig erklären.

## Politische Wahlen

### Der Wahlvorstand als Wahlorgan
Je nach Wahl existieren verschiedene Wahlorgane. Der Wahlvorstand bildet eines davon. Der Wahlvorsteher ist innerhalb des Wahlvorstandes primus inter pares.
Die Organe für die Bundestagswahl sind:
- der Bundeswahlleiter und der Bundeswahlausschuss für das Wahlgebiet,
- ein Landeswahlleiter und ein Landeswahlausschuss für jedes Land,
- ein Kreiswahlleiter und ein Kreiswahlausschuss für jeden Wahlkreis,
- ein Wahlvorsteher und ein Wahlvorstand für jeden Wahlbezirk (Stimmbezirk) und
- mindestens ein Wahlvorsteher und ein Wahlvorstand für jeden Wahlkreis zur Feststellung des Briefwahlergebnisses

Der Bundeswahlleiter und sein Stellvertreter werden vom Bundesministerium des Innern, die Landeswahlleiter, Kreiswahlleiter und Wahlvorsteher sowie ihre Stellvertreter von der Landesregierung berufen. In der Praxis delegiert die Landesregierung die Aufgabe der Berufung des Wahlvorstehers und seines Stellvertreters den Gemeinden.
Bei Kommunalwahlen existieren deutlich weniger Wahlorgane. Diese sind:
- ein Wahlleiter und ein Wahlausschuss für die Gemeindewahlen sowie ein Wahlleiter und ein Wahlausschuss für die Landkreiswahlen,
- ein Wahlvorsteher und ein Wahlvorstand für jeden Stimmbezirk,
- ein oder mehrere Briefwahlvorsteher und Briefwahlvorstände.

### Zulassung zum Wahlvorstand
Als Wahlhelfer sind in Deutschland alle Personen zugelassen, die am Wahltag wahlberechtigt sind. Daraus ergibt sich je nach Art der Wahl ein unterschiedlicher Personenkreis:
- Bei Kommunalwahlen: Deutsche und EU-Angehörige (Unionsbürger) ab 18 Jahren (in einigen Bundesländern ab 16 Jahren)
- Bei Bundes- und Landtagswahlen: Deutsche ab 18 Jahren (bei Landtagswahlen in einigen Bundesländern ab 16 Jahren)
- Bei Europawahlen: Deutsche und EU-Angehörige ab 16 Jahren (unter 18 Jahre mit Einverständniserklärung der Erziehungsberechtigten)

## Wahlvorstand bei Betriebsrats- und Personalratswahl
Auch bei Wahlen zu betrieblichen Interessenvertretungen (Betriebsratswahl, Personalratswahl, Schwerbehindertenvertretung, Jugend- und Auszubildendenvertretung) werden Wahlvorstände bestellt. Die Einzelheiten ergeben sich aus dem Betriebsverfassungsgesetz nebst Wahlordnung, dem jeweiligen Personalvertretungsgesetz sowie den dazu ergangenen Wahlordnungen. Die Begriffe haben hier jedoch eine andere Bedeutung: Der Wahlvorstand leitet im Betriebsverfassungs- und Personalvertretungsrecht die Wahl in Entsprechung zum Wahlleiter bei politischen Wahlen. Der Wahlvorstand kann dann weitere Wahlhelfer ernennen, die in der Folge zum Beispiel am Wahltag im Wahllokal Dienst versehen, so wie das bei politischen Wahlen der Wahlvorstand des Wahllokals praktiziert. Wobei bei den Wahlen zu den betrieblichen Interessenvertretungen immer mindestens ein Mitglied des Wahlvorstands neben mindestens einem Wahlhelfer im Wahlraum anwesend sein muss.